# Jošinori Ohsumi
Jošinori Ohsumi (japonsko 大隅 良典, Ōsumi Yoshinori), japonski celični biolog, nobelovec, * 9. februar 1945, Fukuoka, Japonska.
Znan je predvsem po svojih raziskavah avtofagije, procesa celičnega »recikliranja«, ki je že dolgo poznan, vendar je šele Osumijevo delo v 1990. letih razkrilo njegove molekularne mehanizme, kar je odprlo številne možnosti uporabe tega procesa v klinične namene. Za to delo je leta 2016 prejel Nobelovo nagrado za fiziologijo ali medicino.

## Življenjepis
Že v času odraščanja v rojstni Fukuoki na severu japonskega otoka Kjušu je pokazal zanimanje za naravoslovje, zato je po končani srednji šoli vpisal študij kemije na Univerzi v Tokiu, kjer pa je ugotovil, da je to področje zanj preveč zaprto in kompetitivno. Preusmeril se je v molekularno biologijo, ki je v tem času doživljala razcvet, in doktoriral leta 1974. Vendar pa po koncu šolanja ni mogel dobiti primernega položaja raziskovalca v domovini, zato mu je mentor svetoval podoktorsko usposabljanje v Združenih državah Amerike.
Odšel je na Univerzo Rockefeller, kjer je pod vodstvom nobelovca Geralda Edelmana preučeval oploditev in vitro pri miših, vendar mu je bila sesalčja embriologija tuja, tako da se je namesto tega lotil študije podvojevanja DNK pri glivah kvasovkah.
Po nekaj letih se je vrnil na Japonsko, na oddelek za biologijo Univerze v Tokiu, kjer je dobil položaj predavatelja. Njegovo zanimanje so vzbudile vakuole kvasovk, organel, ki je takrat veljal za preprost smetnjak celičnih komponent. Začel je torej raziskovati fiziologijo vakuol in odkril več aktivnih transportnih sistemov v njihovih membranah. Konec 1980. let je naposled postal vodja lastnega laboratorija in se preusmeril k vprašanju litične funkcije vakuol oz. njihovih predhodnih oblik v procesu avtofagije (avtofagosomov, avtolizosomov). Odkril je, da je ta funkcija zelo izražena pri stradanih kvasovkah, saj te pridobivajo energijo z razgrajevanjem lastnih celičnih komponent. Nato je izkoristil dejstvo, da je mogoče sistem enostavno opazovati pod svetlobnim mikroskopom, za iskanje genov, ki regulirajo avtofagijo. S študenti je odkril 14 različnih mutant, ki imajo okvarjene različne encime za razgradnjo, tako da se snovi kopičijo v njihovih vakuolah.
V tem obdobju je bil sekveniran celoten genom kvasovke Saccharomyces cerevisiae, kar je Osumijeva skupina s pridom uporabila pri identifikaciji udeleženih genov. Večina genov je bila še nepoznanih, vendar jim je uspelo razvozlati celotno biokemično pot razgradnje. Odkritje so objavili v odmevnem članku v reviji Nature leta 1992. V naslednjih letih je preučeval mehanizme nastajanja avtofagosomov in njihovo zlivanje z lizosomi ter vprašanje, kako beljakovine, ki zaznavajo presnovni stres v celici, regulirajo izražanje genov za avtofagijo. Kasneje je postal raziskovalec na Nacionalnem inštitutu za temeljno biologijo v Okazakiju, leta 2009 pa profesor na Tokijskem tehnološkem inštitutu. Njegova žena Mariko, profesorica na zasebni univerzi v Uenohari, je aktivno sodelovala pri njegovih raziskavah.
Leta 2014 ga je Tokijski tehnološki inštitut imenoval za častnega profesorja.

## Priznanja
V zgodnjem obdobju kariere ni izstopal po dosežkih, razkritje presnovne poti avtofagije, objavljeno leta 1992, pa je vzbudilo veliko zanimanja strokovne javnosti. Odkritje analognih procesov pri človeku je namreč odprlo številna vprašanja o udeležbi avtofagije v poteku raznih bolezni ter možnosti uporabe v klinične namene – od nalezljivih bolezni, Parkinsonove bolezni do različnih oblik raka. Desetletje kasneje so sledila prva pomembnejša strokovna priznanja, med njimi nagrada Japonske akademije (2006), kjotska nagrada za temeljne raziskave (2012) in mednarodna nagrada kanadskega Gairdnerjevega sklada (2015). Leta 2016 je samostojno prejel tudi Nobelovo nagrado za fiziologijo ali medicino, s čimer je postal 25. japonski nobelovec.